# Продукт-замінник
Продукт-замінник, тж. товар-замінник, взаємозамінні блага, товар-субститут (англ. substitute good) — в теорії споживання товар, який споживач сприймає як подібний чи співставний, так що при його наявності може бути вибраним замість основного, якщо ситуація на ринку зміниться. Нерідко основний продукт і продукт-замінник міняються місцями. Формально, товари X і Y є взаємозамінними, якщо при підвищенні ціни X попит на Y збільшується.
Прикладом взаємозамінних товарів є такі пари: чай і кава, м'ясо індички і м'ясо курки. Це товари, які оцінюються споживачами як замінники один одного за функціональним призначенням, споживчими якостями, ціною, експлуатаційними та іншими якісними характеристиками.
В мікроекономіці використовується в моделі кривих байдужості при вивченні відношення переваги.
Іноді під продуктом-замінником розуміють ерзац, який зазвичай поступається якістю, наприклад низькокалорійний замінник цукру, концентрат соку, порошок молока і т. д.